# KT-1
KT-1 o Kaitouzhe-1 (Explorador-1) es un cohete comercial chino de combustible sólido y tres etapas desarrollado a principios de los años 2000, y capaz de poner en órbita hasta 100 kg de carga útil.
El KT-1 fue desarrollado a partir de las dos primeras etapas del misil balístico intercontinental DF-31, añadiéndoles una tercera etapa totalmente nueva. Las pruebas con la tercera etapa comenzaron con una prueba estática el 25 de febrero de 2001. En abril de 2001 el vehículo en conjunto pasó las estrictas revisiones del diseño. 
El primer lanzamiento de un KT-1 tuvo lugar el 15 de septiembre de 2002, fallando en colocar en órbita un satélite de pruebas de 50 kg (el HTSTL-1, construido por estudiantes) debido a un problema con la segunda etapa. Un segundo lanzamiento tuvo lugar el 16 de septiembre de 2003, fallando de nuevo al intentar poner en órbita un satélite de 40 kg debido a un problema en la última etapa. Aparentemente, tras estos dos fallos el proyecto fue cancelado y reemplazado por el KT-2, aunque se rumorea que hubo un tercer y cuarto lanzamientos no confirmados.

## Especificaciones
- Carga útil: 100 kg a LEO (500 km y 98° de inclinación).
- Masa total: 20.000 kg.
- Diámetro del cuerpo principal: 2 m.
- Longitud total: 18 m.